# Lourdaise (race bovine)
Pour l’article homonyme, voir Lourdaise (race ovine).
La Lourdaise est une race bovine française à très faible effectif, originaire des Hautes-Pyrénées et aujourd'hui présente essentiellement dans des élevages conservatoires.

## Histoire de la race

### Place au sein des races bovines françaises
On inclut habituellement la race bovine Lourdaise au sein de ce qu'il est convenu d'appeler le rameau blond du sud-ouest, ensemble de races à muqueuses claires (le mufle, la muqueuse oculaire et la zone anogénitale), à robe unie avec des zones de dilution autour des yeux, du mufle et sur les parties déclives, de couleur froment clair à foncé, ou rousse. Ce rameau a comme principaux représentants la Limousine et la Blonde d'Aquitaine. On y inclut aussi la Bazadaise (robe châtain) et deux autres races à faible effectif : la Lourdaise et la Béarnaise. En fait la couleur de la robe est un critère très insuffisant pour fonder une parenté ethnique, même s'il est commode pour désigner cet ensemble régional de races dont l'unité remonte à la classification des races bovines du zootechnicien André Sanson en 1880. La classification de Sanson était fondée strictement sur des critères morphologiques et notamment crâniométriques. Sur cette base, Sanson ne reconnaissait qu'un nombre limité de races pour lesquelles il avait adopté la terminologie latine trinominale dérivée de la nomenclature binominale de Linné. Au sein de ces races il distinguait des variétés qui ont donné les races que nous connaissons actuellement. Aujourd'hui les races de Sanson sont l'équivalent de rameaux ethniques tandis que les variétés de Sanson sont l'équivalent de nos races actuelles. En l'occurrence la race Bos taurus aquitanicus de Sanson équivaut au rameau blond du sud ouest. Une classification postérieure, celle de Baron rapportée par Dechambre,, s'appuya sur un ensemble de caractères morphologiques principalement (profil crânien, proportions, format), et secondairement sur la robe et les aptitudes. Aujourd'hui ces classifications et regroupements ont surtout un intérêt culturel et historique, même s'il leur est souvent fait référence dans des notices de races. Les méthodes génétiques actuelles s'appuyant sur l'utilisation de marqueurs moléculaires polymorphes mesurent la distance génétique entre groupes ethniques. Elles débouchent sur une classification de type cladistique des populations  qui converge en partie seulement avec les anciennes classifications.
Vers la fin des années 1950, à l'initiative de l'inspecteur général de l'Agriculture Edmond Quittet, dont l'ambition était de simplifier la carte ethnique de l'élevage français, la Lourdaise rejoint la  Béarnaise devenue la Blonde des Pyrénées depuis 1951, bien que la Lourdaise, race laitière, n'ait pas grand chose de commun avec la Béarnaise, race de travail peu exploitée pour le lait. La Blonde des Pyrénées a d'emblée été une race allaitante de montagne ou de piémont, donc comme la Béarnaise qu'elle a remplacée. Elle a eu une existence très brève : en 1962, elle a été absorbée dans la grande race Blonde d'Aquitaine qui venait d'être formée à partir des anciennes races Garonnaise et Quercy. L'expansion de la Blonde d'Aquitaine, aujourd'hui race bovine allaitante dominante du Sud-Ouest, fut servie par l'insémination artificielle.

### Origine

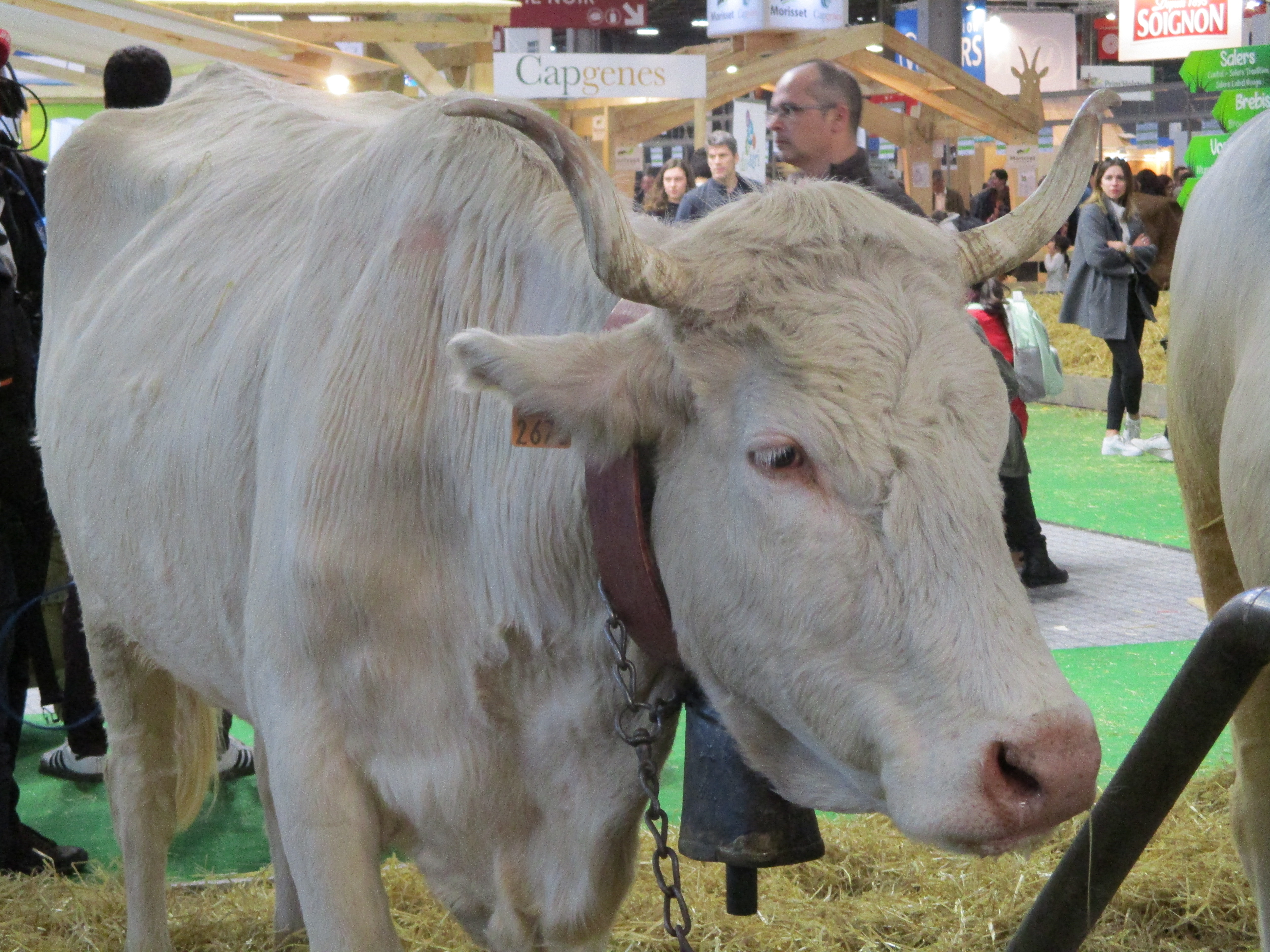
Vache lourdaise de 6 ans 1/2 au salon de l'agriculture.

La race Lourdaise avait son berceau dans l'arrondissement d'Argeles-Gazost, en particulier dans les cantons de Lourdes et du Lavedan, tandis que son aire d'élevage s'étendait sur une bonne partie du département des Hautes-Pyrénées sur toute la vallée et la plaine de l'Adour, du Haut-Adour en particulier où elle côtoyait la Casta vers le col d'Aspin jusque dans la plaine au nord de Tarbes, dans la région de Maubourguet, anciennement. Hors de cette zone on pouvait la trouver comme animal laitier et non d'élevage, c'est-à-dire achetée amouillante pour l'exploitation laitière sans mise à la reproduction comme cela se faisait parfois. Elle était surtout limitée à l'est par l'aire de la Gasconne des Pyrénées sans aptitudes laitières exploitables mais plus performante pour la traction animale.
L'effectif n'a jamais été important car son aire d'extension a toujours été limitée. Paul Diffloth cite un effectif de 28 000 vaches en 1920 tandis qu'E. Gaye, alors Directeur des Services agricoles des Hautes Pyrénées, fournit les renseignements statistiques suivants pour 1934 :
Taureaux : 221
Bœufs : 379
Vaches : 20 820
Élèves au-dessus de 1 an : 4 630
Élèves de moins de 1 an : 3 948

### Déclin et quasi-disparition
La race Lourdaise s'est maintenue jusqu'au tout début des années 1960. Plusieurs facteurs se sont alors conjugués pour la faire disparaître rapidement : l'abandon de la traction bovine, l'arrivée dans son berceau de races spécialisées comme la Brune des Alpes puis la Frisonne pour la production laitière, de la Limousine puis de la Blonde d'Aquitaine pour la production de viande. En même temps, elle était interdite de monte publique, n'avait pas accès à l'insémination et subissait les conséquences de la prophylaxie de la brucellose et de la tuberculose (abattages nombreux).
Au début des années 1970, la race ne comptait plus que quelques dizaines d'individus.

### Mise en place du programme de conservation
Dans le courant des années 1970, Pierre Correge, alors jeune enseignant de Bagnères de Bigorre, puis chargé de mission sur la chaîne Pyrénées, constitue un troupeau formé d'un taureau, Marti, acheté dans le village de Germs-sur-l'Oussouet et d'une dizaine de vaches hors d'âge sauvées avant qu'elles ne partent à l'abattoir. Il est vraisemblable que sans son action la race n'existerait plus. En 1978, le Commissaire à l'Aménagement des Pyrénées débloqua quelques fonds de ce qui était le FIDAR (Fonds Interministériel de Développement et d'Aménagement Rural) via le parc national des Pyrénées pour permettre un recensement des derniers animaux des races Béarnaise, Casta et Lourdaise. Malheureusement peu d'individus autres que ceux qui avaient été signalés furent retrouvés. Un peu plus tard, on s'est aperçu, mais trop tard, qu'un certain nombre d'animaux avaient été oubliés ou négligés, ce qui n'est pas sans conséquence sur la composition et la qualité de la base génétique actuelle de la race. En outre beaucoup de vaches retrouvées étaient trop âgées pour se reproduire même en monte naturelle tandis que l'on eut recours tardivement à l'insémination artificielle.  Ceci explique que la population femelle ait pu descendre à une vingtaine de sujets.

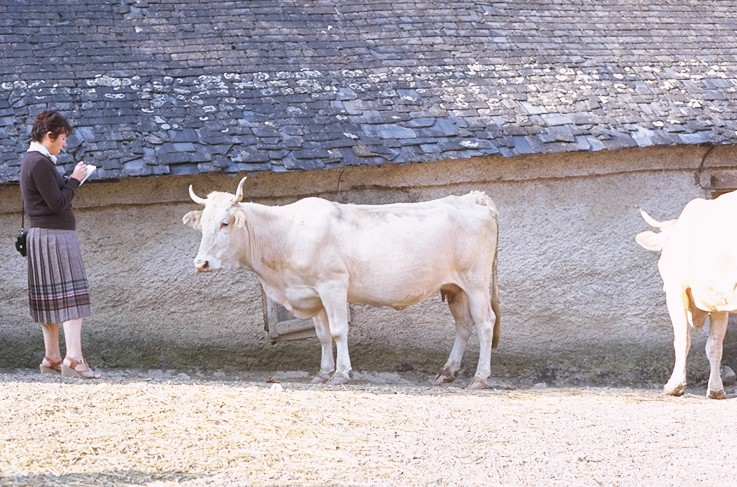
Vache lourdaise et enquêteuse dans un village de montagne des Hautes-Pyrénées, fin des années 1970

Le taureau Marti laissa deux fils, Omar (à l'IA) et Pregoundito, qui sont à l'origine des deux lignées mâles actuelles.
En 1982, deux taureaux, Omar (fils de Marti) et Rolesqui (fils de Pregoundito) sont confiés aux soins de l'Union de Coopératives d'Insémination artificielle MIDATEST pour y être collectés. D'autres taureaux suivront, en décalage génétique par les mères pour maintenir la diversité génétique. Ils sont aujourd'hui une quinzaine en tant qu'origines des doses de semence disponibles

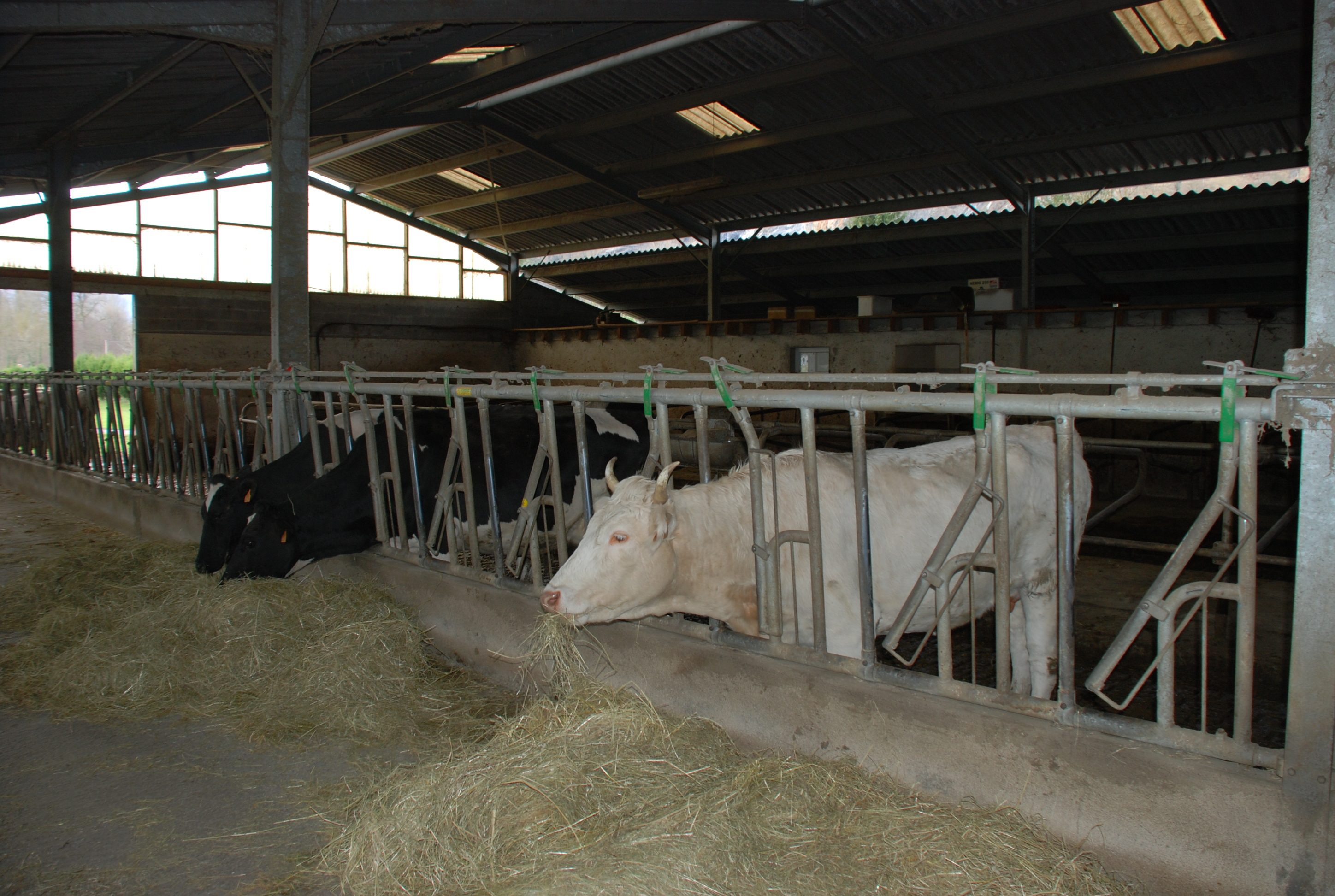
Lourdaise dans la stabulation de Bertrand Sassus, éleveur Prim'Holstein adhérent au réseau Farre, à Ger (Hautes-Pyénées)

En 1980, un fichier des animaux, reconnu comme livre généalogique de la race, est créé et tenu par l'Institut de l'élevage qui a ouvert une section dédiée aux ressources génétiques et aux races à faible effectif sous l'impulsion déterminante de Laurent Avon. La liste des propriétaires et des animaux est mise à jour tous les ans et communiquée à l'ensemble des éleveurs qui ont ainsi la possibilité de se repérer au sein de la race.
De 30 vaches de 1983, l'effectif est monté en 2007 à 259 femelles dont 183 vaches chez 44 propriétaires. En 2008, on recense 303 femelles et 48 propriétaires.  Présentée au concours agricole de Tarbes, elle suscite l'intérêt du public local, étonné et heureux de la découvrir ou de la revoir.
En 2003, à l'initiative du Conservatoire du Patrimoine Biologique Régional, instance du Conseil régional de Midi-Pyrénées, ont été déposés les statuts d'un Syndicat des Races Bovines des Pyrénées Centrales représentant les éleveurs des races Casta et Lourdaise. La ville de Lourdes a un projet d'implantation d'un petit élevage de vaches Lourdaise à proximité du Lac de Lourdes sur un site en rénovation (ferme Balloum).
En 2014, les races bovine Casta et Lourdaise se séparent, et l'A.N.R.B.L.(Association Nationale de la Race Bovine Lourdaise) est créée le 30 novembre.
En 2018, un éleveur a mis quelques vaches en production laitière pour de la vente directe de lait en poche, deux autres préparent des génisses pour faire du fromage, mais elles ne sont pas encore en production,  il faut les élever près de l'homme et les préparer à la traite mécanique.
Aujourd'hui 4 vaches Lourdaises participent à l'entretien de l'espace sensible, la zone humide du Lac de Lourdes.

## Morphologie et robe
La Lourdaise est une race aux proportions médiolignes, de taille et de format moyens. La vache mesure 125 à 135 cm pour 600 à 650 kg.

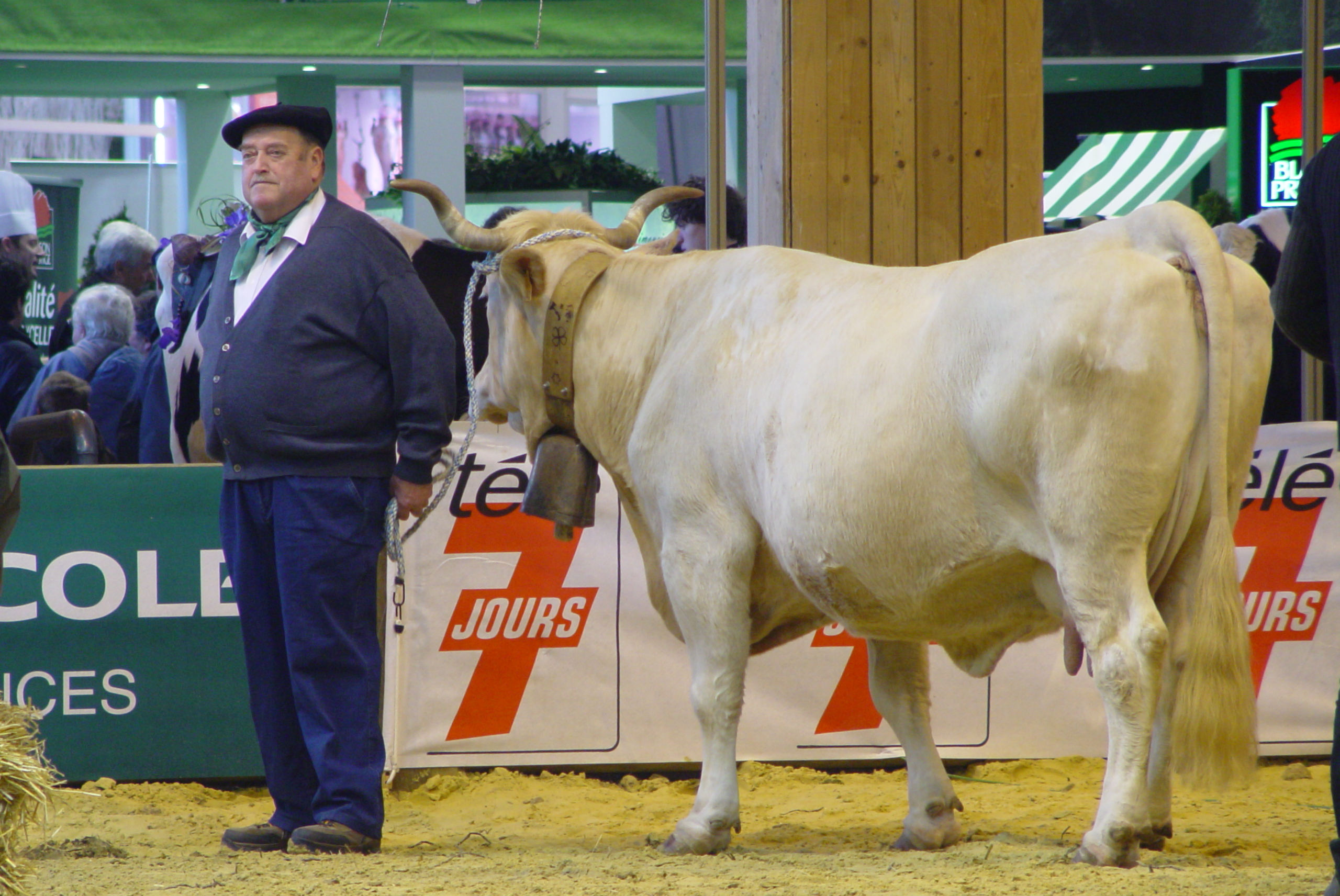
Myrtille, Lourdaise présentée par Fernand Amaré, éleveur à Bagnères de Bigorre, au Salon International d'Agriculture de Paris, mars 2010

La robe est froment blond, très clair à crème, pouvant parfois tirer sur le blanc sous l'effet des gènes de dilution de la couleur. Des veaux lourdais génétiquement culards (mh/mh) sont parfois observés. Le gène dont la mutation Q204X est celle du charolais est en effet présent dans la population comme l'a montré une étude réalisée par l'INRA en 2003. On ne sait pas si la présence de ce gène est propre à la race ou serait due à d'anciennes introgressions de sang charollais (masquée par la couleur très claire de la robe).
Les cornes sont longues, en lyre. Les muqueuses (mufle et muqueuse anogénitale) sont non pigmentées.

## Aptitudes

### Le lait
La principale aptitude mentionnée de la Lourdaise était la production laitière, soit pour l'approvisionnement urbain, soit pour la fabrication fermière de beurre ou de fromage mixte (avec le lait de son homologue ovin, la brebis Lourdaise), soit pour l'alimentation des veaux. E. Gaye mentionne l'existence « de nombreuses étables proches des villes d'Argeles et Lourdes peuplées d'animaux dont la production laitière est abondante, (...), donnant des productions journalières, en début de lactation, au-dessus de 15 litres avec une durée de lactation qui peut atteindre ou dépasser 300 jours. » Ceci peut correspondre à une lactation de 3 500 à 3 800 litres. E. Gaye retient « en moyenne une lactation de 240 jours et une production totale de 2 000 litres. »
De fait, la race Lourdaise était réputée autrefois comme la meilleure laitière du Sud-Ouest si on exclut la race Bordelaise, laitière spécialisée, ce qui n'était pas le cas de la Lourdaise (race mixte, utilisée pour le lait, le travail et la viande).

### La viande
Les mâles étaient utilisés plus pour fournir des veaux de boucherie estimés que des bœufs pour le travail car jugés un peu mous. Ses aptitudes laitières en faisaient, et en font toujours, une mère appréciée pour la production de veaux de boucherie, en croisement avec du limousin ou du Blond d'Aquitaine. Ces croisements qui débutèrent à partir des années 1960, pour améliorer la conformation, ont fortement contribué à une réduction drastique des effectifs.
L'âge d'abattage des veaux pour la boucherie est mentionné par E. Gaye comme étant de 8 à 10 semaines, ce qui tranche avec l'âge d'abattage de 3 ou 4 mois des veaux sous la mère aujourd'hui. Les caractéristiques bouchères (et gustatives) d'un veau laitier abattu si jeune sont vraisemblablement très différentes de celles du veau de boucherie ou du veau sous la mère que nous connaissons. Cet abattage précoce est à considérer dans le contexte du mode d'exploitation de la vache lourdaise à l'époque, soit pour le lait, soit pour le travail, ou pour les deux, successivement.

### Le travail
Dans sa zone d'élevage principale (Lourdes, Argeles-Gazost), la vache lourdaise, très réputée pour son calme, sa docilité et la facilité avec laquelle on pouvait la dresser et la guider, était aussi exploitée pour le travail, activité pourtant peu compatible physiologiquement avec la production laitière. 

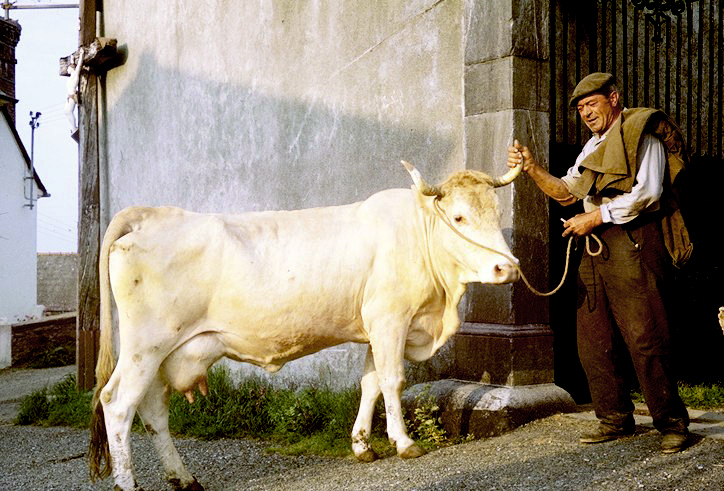
Vache lourdaise à Bourréac, en pays de Lourdes, en 1966
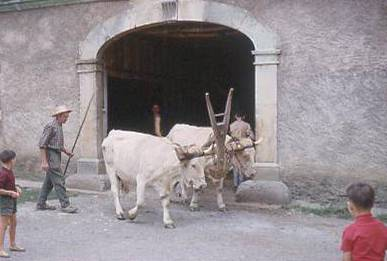
Lourdaises attelées devant une grange étable, à Bourréac, en 1965
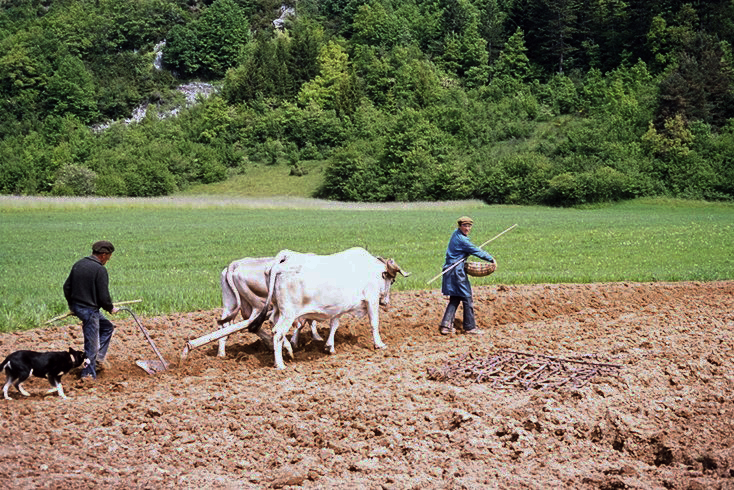
Travail des champs avec des vaches lourdaises dans les Pyrénées, années 1970

## Sélection

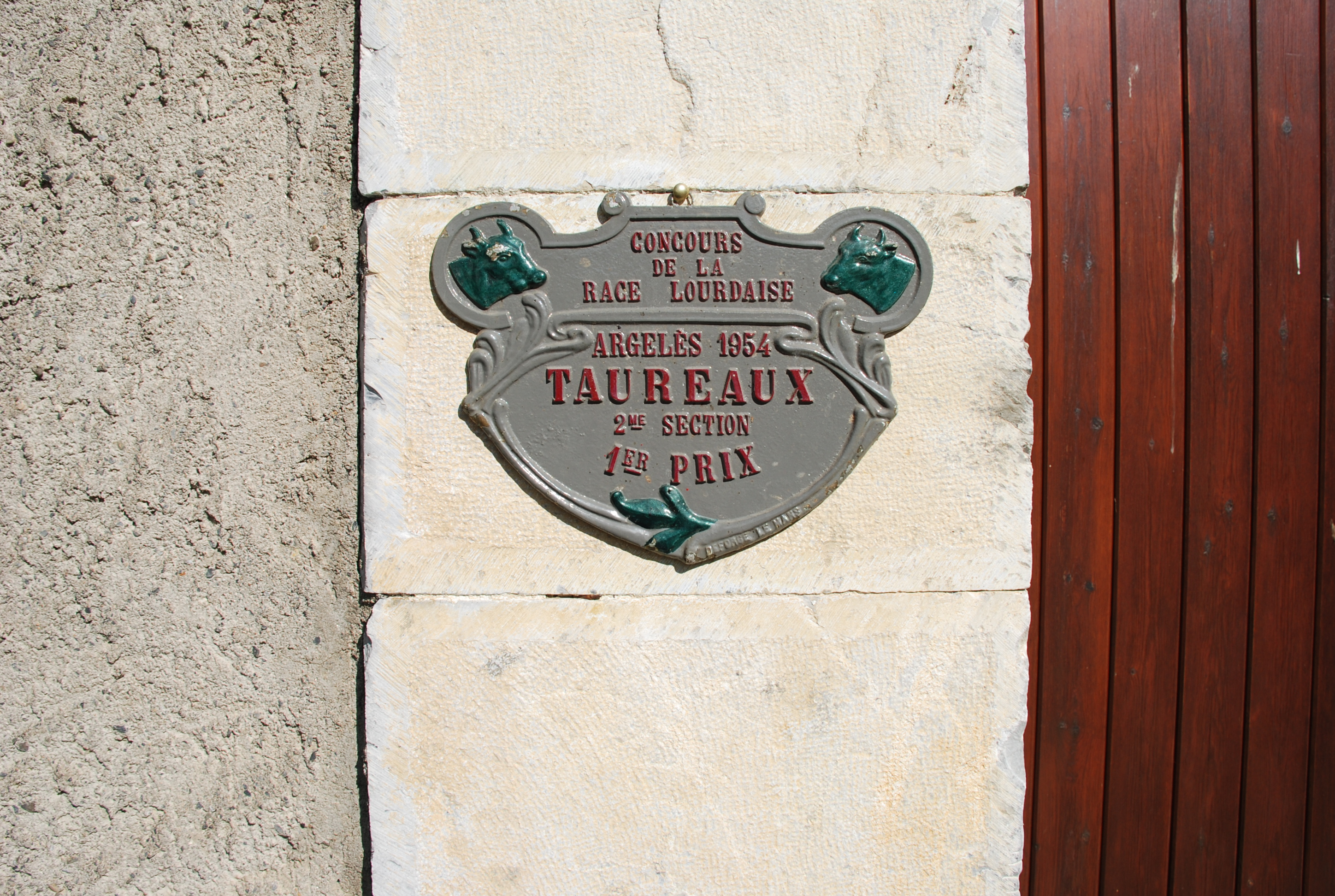
Plaque de premier prix d'un concours de taureaux lourdais, à Argeles, en 1954

La sélection de la race bovine lourdaise paraît avoir commencé vers 1892 par la création de concours cantonaux à l'occasion desquels étaient allouées des primes aux bons reproducteurs mâles, souvent exploités ensuite en monte publique. Ils furent suivis de concours spéciaux qui contribuèrent à fixer le type morphologique sur la base d'un standard. Un livre généalogique fut institué vers 1900 mais il avait cessé de fonctionner dès avant la guerre de 1914-1918. Les concours cantonaux de taureaux ont perduré sans qu'il y ait de syndicat d'élevage ou de contrôle laitier. Avaient lieu notamment le concours cantonal d'Argeles-Gazost, à l'initiative de la Société Fruitière d'Argelès-Gazost, des concours agricoles itinérants organisés par l'Office agricole départemental (ancêtre de la Direction départementale de l'Agriculture) et un concours annuel spécial.

## Ancien système d'exploitation

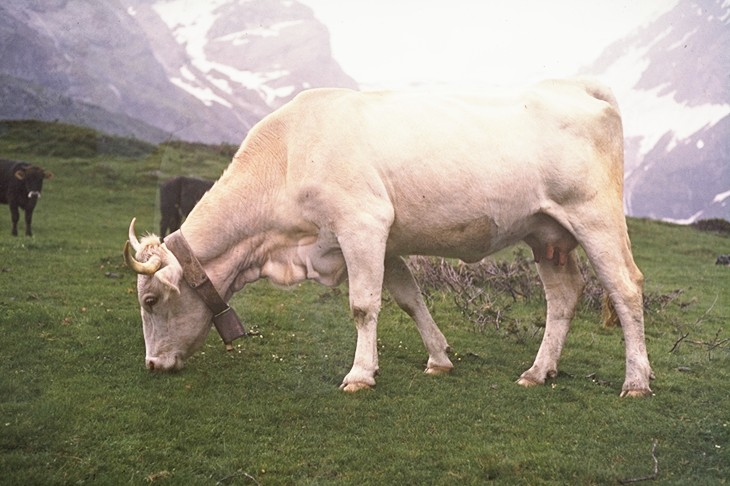
Vache lourdaise en estive dans les Pyrénées.

La rusticité de la Lourdaise lui a toujours permis de bien valoriser les ressources végétales du milieu naturel et leur très grande fluctuation en quantité et qualité. Les variations de production laitière doivent d'ailleurs être rapportées aux conditions d'élevage, sans apport d'aliments concentrés, qui pouvaient comporter aussi bien d'excellentes prairies que des pacages très pauvres dans des landes, ou serres, à ajoncs et fougères fauchés pour la litière ou soumis à l'écobuage, qu'elle partageait avec la brebis lourdaise.
D'octobre à mars, les vaches restaient dans les exploitations : en stabulation entravée à peu près permanente en zone montagneuse, en demi-stabulation partout ailleurs, chaque fois que la mise au pré était envisageable avec gardiennage, même en hiver.
Pendant la belle saison, les vaches des exploitations des zones montagneuses étaient envoyées en estive à l'exception de celles qui étaient maintenues sur l'exploitation pour le travail ou l'allaitement des veaux. Dans les régions de coteaux et de plaines, presque toutes les vaches étaient maintenues sur l'exploitation pour être gardées deux fois par jour au pâturage et passer la nuit à l'étable, pour la traite du soir et du matin, et l'allaitement des veaux deux ou trois fois par jour, (les brebis, par contre, étaient envoyées en estive).

## La vache Lourdaise et les manifestations culturelles en Pays de Lourdes
La Lourdaise est une race identitaire du pays de Lourdes, de même que la race ovine Lourdaise. Ces deux races ont été le thème central de la première fête de la vache et de la brebis lourdaise, les 5 et 6 septembre 2015 à Aspin-en-Lavedan.

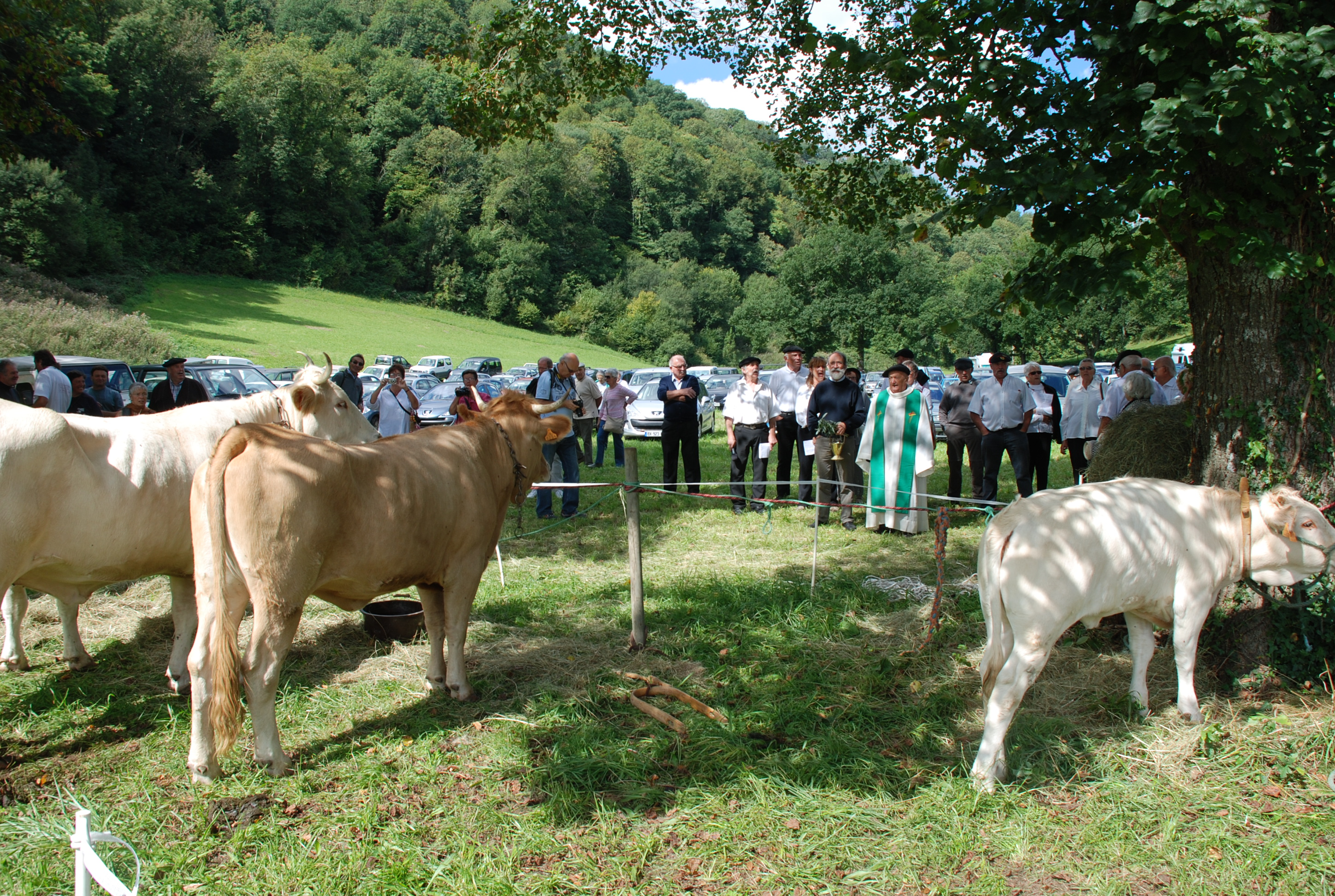
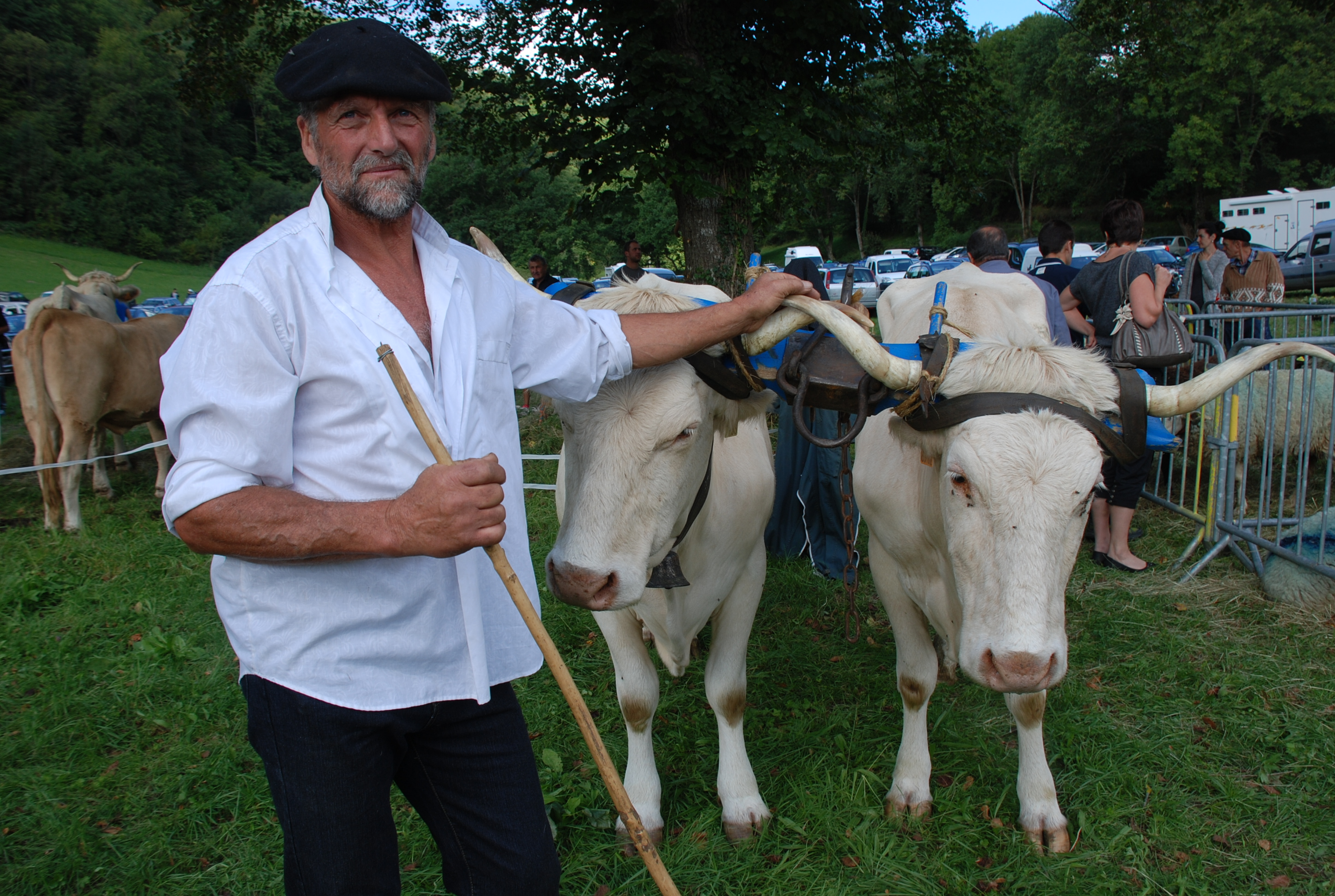
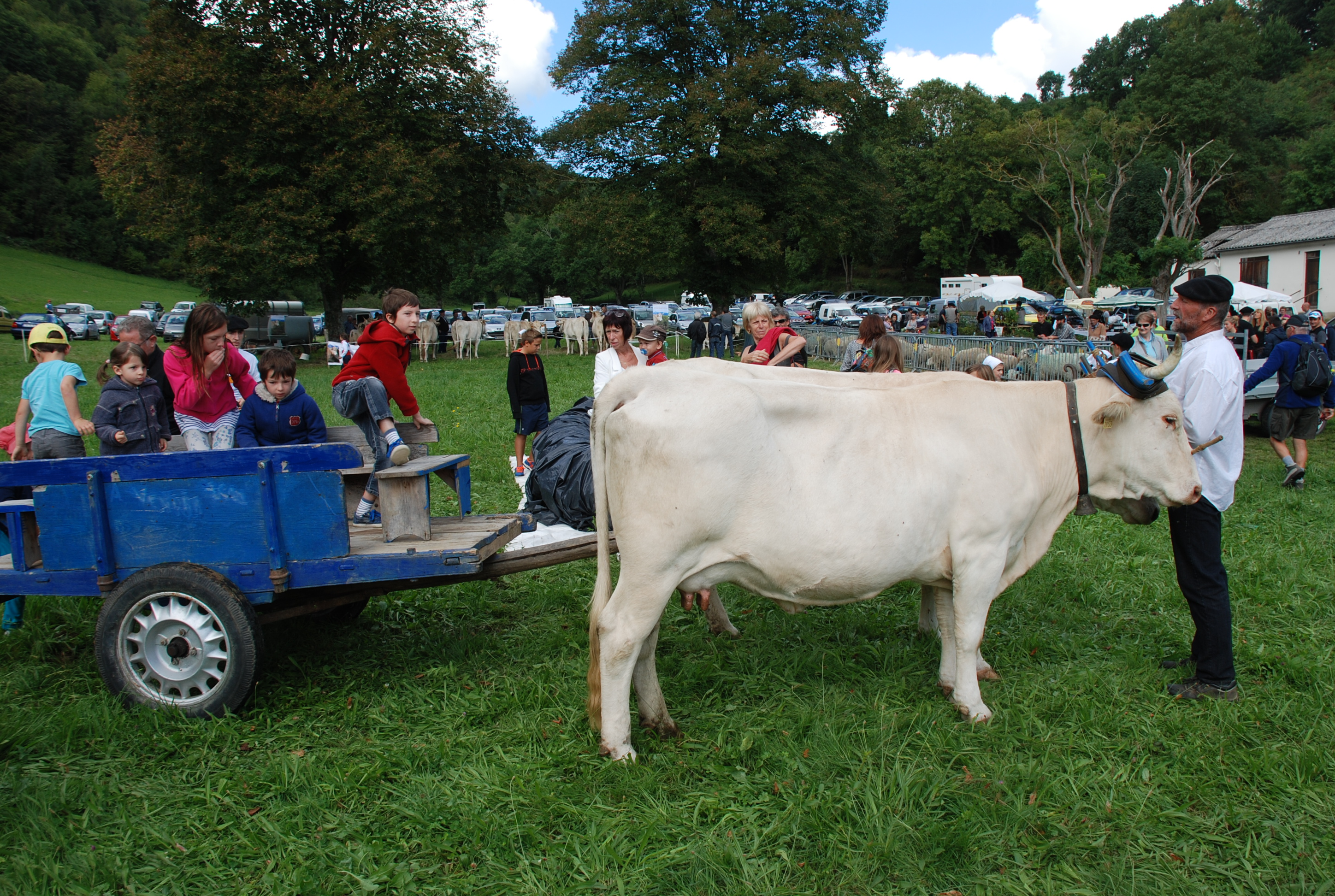
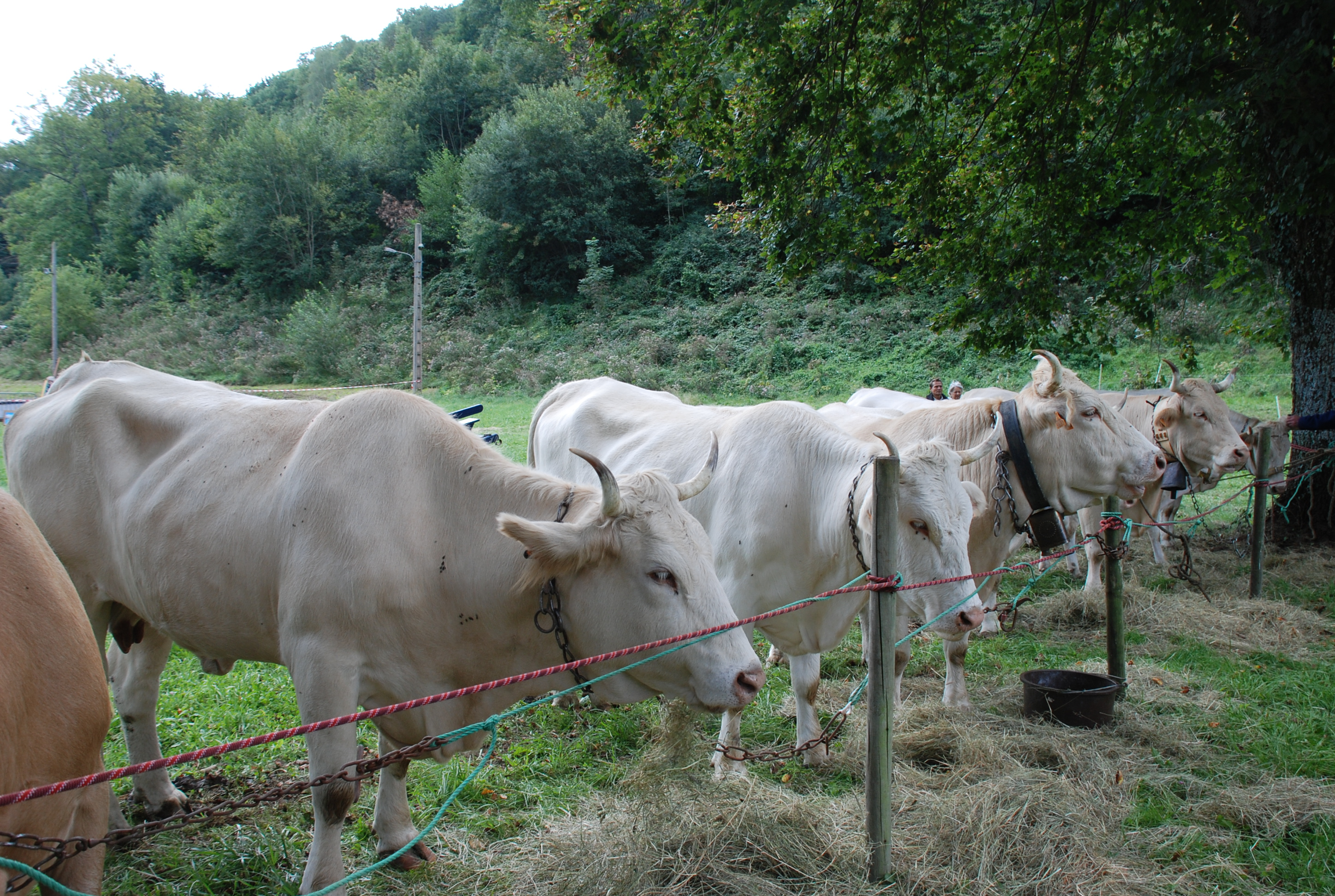

## La vache Lourdaise et le photographe
La vache Lourdaise  est magnifiée dans de très belles photographies de scènes rurales que Jean Dieuzaide a faites dans le pays de Lourdes et le Lavedan, dans les années 1950.